# They Came From the Shadows
They Came From the Shadows es el cuarto álbum de estudio de la banda americana de pop punk Teenage Bottlerocket. Fue lanzado en 15 de septiembre de 2009 por Fat Wreck Chords y es su primer trabajo bajo este sello. Fue grabado en Blasting Room desde mayo hasta julio del 2009. La banda grabó un videoclip de la canción "Skate or Die".

## Lista de canciones
- 1. Skate or Die
- 2. Don't Want to Go
- 3. Bigger than Kiss
- 4. Do What?
- 5. Not OK
- 6. Forbidden Planet
- 7. Call in Sick
- 8. Fatso Goes Nutzoid
- 9. Without You
- 10. Tonguebiter
- 11. Be With You
- 12. The Jerk
- 13. They Came From The Shadows
- 14. Todayo

## Músicos
- Kody Templeman - guitarra y voz
- Ray Carlisle - guitarra y voz
- Miguel Chen - bajo
- Brandon Carlisle - batería

- Datos: Q7783675